# Météo France régie
 (février 2025).
Si vous disposez d'ouvrages ou d'articles de référence ou si vous connaissez des sites web de qualité traitant du thème abordé ici, merci de compléter l'article en donnant les références utiles à sa vérifiabilité et en les liant à la section « Notes et références ».
Météo France régie est une société de droit privé créée en 2008. Son rôle est de gérer les recettes publicitaires.

## Historique
Météo France régie est créée par décision du conseil d'administration de Météo-France du 25 avril 2008 approuvée par arrêté ministériel du 17 octobre 2008 publié au journal officiel du 24 octobre suivant.

## Organisation
À sa création, son capital de 150 000 euros est détenu à 100 % par Météo-France.